# Yutong ICe12
A Yutong ICe12 (a kontinentális Európán kívül Yutong TCe12 néven árusítják) egy akkumulátoros elektromos távolsági autóbusztípus, melyet a Yutong gyárt 2017 óta Csengcsou városában. Ugyanazon a technológián alapul, amelyet a Yutong E10 városi elektromos busztípusban is használnak, maximális hatótávolsága 322 km, és iskolabuszként is konfigurálható.

## Üzemeltetők

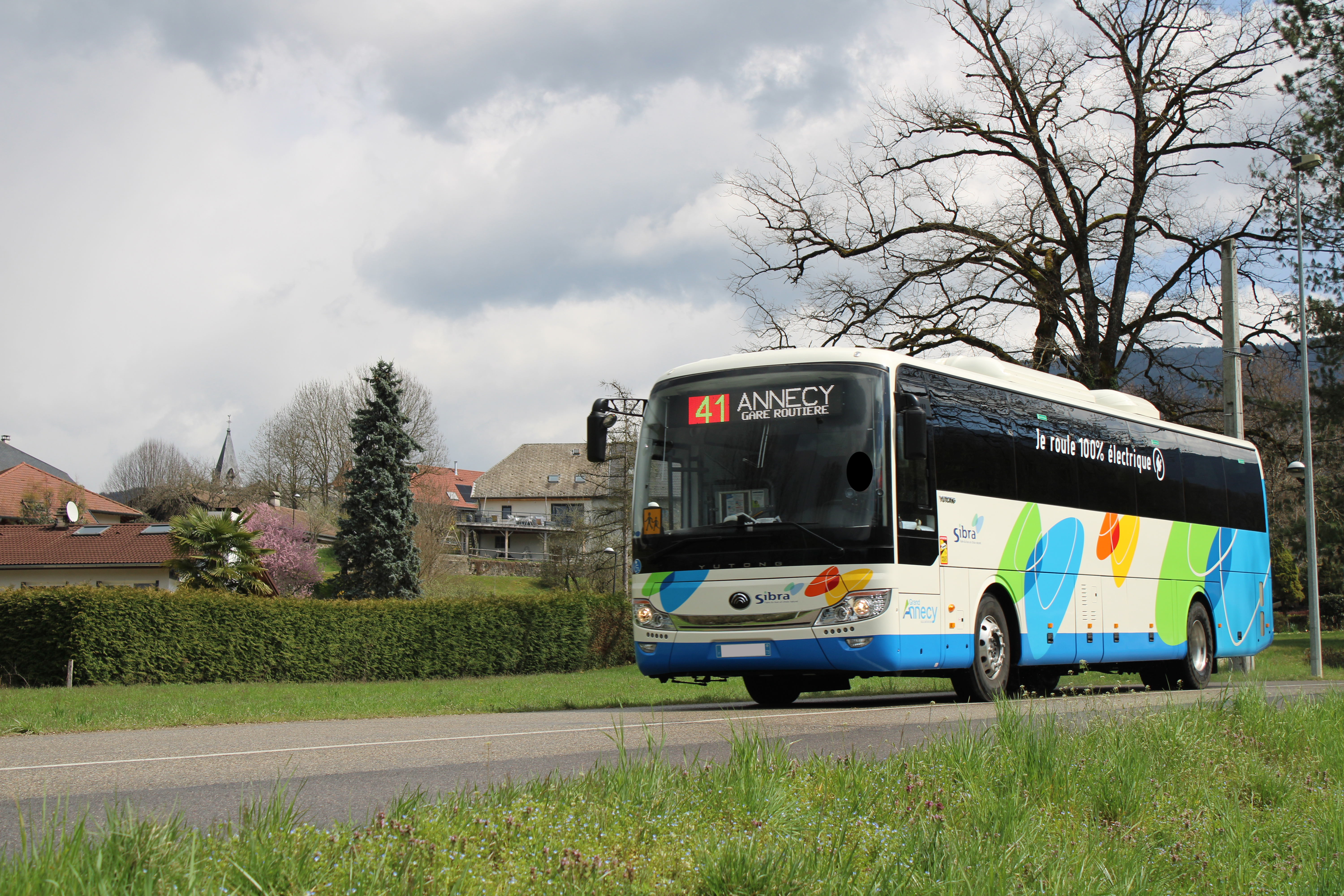
Egy Franciaországban közlekedő Yutong ICe12

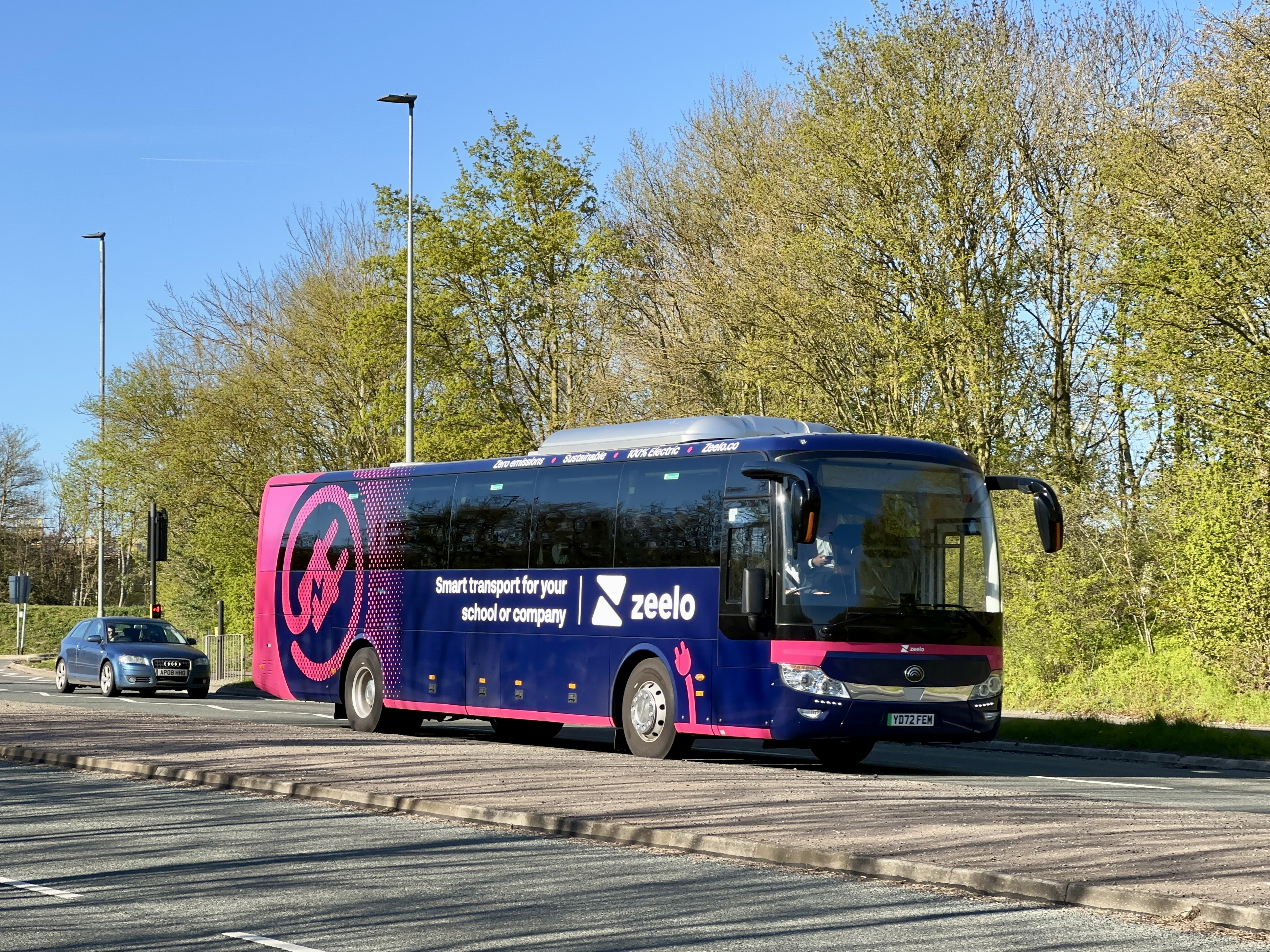
Egy az Egyesült Királyságban közlekedő példány

### Franciaország
A Yutong ICe12 különösen népszerűnek bizonyult a franciaországi autóbusz-üzemeltetők körében. Az első, 12 db-ból álló párizsi iskolai szolgáltatásokra szánt ICe12-ből álló rendelést 2017 októberében állt forgalomba meg a Chevreuse környékén személyszállítást biztosító SAVAC cég, majd 2 db ICe12-t szállítottak 2018 áprilisában a FlixBus francia részlegének, melyek Párizs és Amiens között közlekednek. A Provence-Alpes-Côte d’Azur régióban 2019 augusztusában 10 db Yutong ICe12 állt szolgálatba a régióban található Transdev közlekedési cégnél, melyeket a Zou! fantázianevű buszjáratokon üzemeltetnek Aix-en-Provence, Avignon és Toulon között. Szintén a Transdev cégnél 4 db állt forgalomba Új-Aquitaniában, melyek Bergerac és Périgueux településeket kötik össze. Ugyancsak vásárolt a típusból a PNA Aérial, Transdev Darche-Gros, RGE Mobilité és az Autocars Vincent Bobet cég is.

### A kontinentális Európa más országai
A kontinentális Európa más részein Yutong ICe12-ket vásárolt a luxemburgi Voyages Emile Weber cég a Bissenben való iskolai szállítás céljából. Az olaszországi Martini Bus a velencei repülőtér és a vasútállomások közötti ingajárathoz, míg Lengyelországban Śniadowo, Ojrzeń, és Ożarów Mazowiecki vidéki gminák vásároltak ICe12-t a falvak közötti iskolai közlekedéshez, emellett Jawornik Polski gmina is vásárolt a típusból.

### Egyesült Királyság
Az Egyesült Királyságban (ahol Yutong TCe12 néven árulják a típust) a Yutong TCe12-k szállítása a Westway Coach Services cég részére 2 db TCe12-es szállításával kezdődött 2019-ben; az üzemeltető ezt követően 2019-ben és 2021-ben további 2 db-ot vásárolt. Az Ember Core cég a Yutong TCe12 legnagyobb üzemeltetője az Egyesült Királyságban, mely 2020-ban vásárolta az első 2 db TCe12-t, hogy az Egyesült Királyság első, Dundee-t és Edinburgh-t kiszolgáló, nulla kibocsátású helyközi szolgáltatásán használhassák, ezt követően további 4 db-ot vásárolt 2021-ben és 2022-ben. Összesen 38 db zéró kibocsátású autóbusz üzemeltetését tervezi Skóciában. 2023 júniusában 4 db TCe12 állt forgalomba a walesi Newport Transport autóbuszflottájában.
Kisebb Yutong TCe12-es flottával rendelkezik az Egyesült Királyságban a londoni városnéző szolgáltató Evan Evans Tours, a Turners Coachways of Bristol, a Wattsway Travel, a Coatham Coaches, a Swans Travel, a Bennetts of Gloucestershire és a Roberts Travel of Coalville.
Szintén üzemeltetnek TCe12-ket Zeelo-partnerségben működő szolgáltatók, köztük az AirSym of Heathrow és a Landflight Travel Services.

### Új-Zéland
Új-Zélandon (ahol ugyancsak Yutong TCe12 néven árulják a típust) a Mahu City Express cég 2 db Yutong TCe12-t állított forgalomba 2021-ben, melyek az Auckland központját Warkworth-del és Snells Beach-csel között összekötő expresszjáratokon közlekednek.

## Fordítás
Ez a szócikk részben vagy egészben  a   Yutong TCe12 című angol Wikipédia-szócikk ezen változatának fordításán alapul.  Az eredeti cikk szerkesztőit annak laptörténete sorolja fel. Ez a jelzés csupán a megfogalmazás eredetét és a szerzői jogokat jelzi, nem szolgál a cikkben szereplő információk forrásmegjelöléseként.